# Гордеев, Анатолий Михайлович
Анатолий Михайлович Гордеев (2 марта 1939, Краснодон — 27 августа 2008, Смоленск) — советский и российский учёный в области сельского хозяйства, заслуженный деятель науки Российской Федерации.

## Биография
Родился 2 марта 1939 года в городе Краснодон. В 1961 году он окончил Полтавский государственный сельскохозяйственный институт, в 1966 году — аспирантуру при Всесоюзном институте удобрений и агропочвоведения имени Д. Н. Прянишникова.
Защитив кандидатскую диссертацию, получил направление на работу заместителем по научной работе директора Смоленской опытной станции этого института. Активно занимался исследованиями в области систем удобрения полевых севооборотов.
С 1984 года преподавал в Смоленском филиале Московской государственной сельскохозяйственной академии имени К. А. Тимирязева (ныне — Смоленская государственная сельскохозяйственная академия). В 1988 году утверждён в должности доцента, с 1992 года доктор сельскохозяйственных наук и профессор.
В 1996 году присвоено звание заслуженного деятеля науки Российской Федерации.
С 2001 года консультант, а с 2002 года — помощник депутата Смоленской областной Думы.
Умер 27 августа 2008 года, похоронен в деревне Ракитня-2 Смоленского района Смоленской области.

## Медали[2]
- Медаль «За трудовую доблесть» (23 декабря 1976 года).
- Бронзовая медаль ВДНХ СССР (17 сентября 1981 года).
- Медаль «За преобразование Нечерноземья РСФСР» (17 октября 1984 года).